# Sonda química
No campo da biologia química, uma sonda química é uma molécula pequena que é usada para estudar e manipular um sistema biológico, como uma célula ou um organismo por reversibilidade, ligando e alterando a função de um alvo biológico (mais comumente uma proteína) dentro de esse sistema.